# Бабенсхам
Бабенсхам (нем. Babensham) — община в Германии, в земле Бавария. 
Подчиняется административному округу Верхняя Бавария. Входит в состав района Розенхайм.  Население составляет 2896 человек (на 31 декабря 2010 года). Занимает площадь 54,33 км².